# レイラ・フェルナンデス
レイラ・アニー・フェルナンデス（Leylah Annie Fernandez、2002年9月6日 - ）は、カナダ・モントリオール出身の女子プロテニス選手。WTAツアーでシングルス3勝を挙げている。身長168cm。左利き、バックハンド・ストロークは両手打ち。WTAランキング最高位はシングルス13位、ダブルス17位。

## 経歴

### 生い立ち
2002年にカナダのケベック州モントリオールに生まれた。父親のホルヘ・フェルナンデスはエクアドル出身で元サッカー選手。母親のアイリーンはフィリピン系カナダ人。妹のビアンカ・フェルナンデスもテニス選手である。

### ジュニア経歴
2019年1月には全豪オープンジュニア女子シングルスに出場し、決勝で第1シードのクララ・タウソンに敗れたものの準優勝した。
同年6月には全仏オープンジュニア女子シングルスに出場し、決勝でエマ・ナヴァッロを破って優勝した。カナダ人女性として初めてグランドスラムジュニア女子で優勝したカナダ人選手は2012年のウージニー・ブシャール以来である。この優勝によってWTAジュニア女子ランキングで1位となった。

### プロ経歴

#### 2021年
2021年3月にはモンテレイ・オープンではシングルスで優勝し、18歳でWTAツアー初優勝を飾った。
2021年9月の2021年全米オープンシングルスにはノーシードとして出場した。3回戦では前回優勝者で第3シードの大坂なおみを、4回戦では優勝経験のある第16シードのアンゲリク・ケルバーを、準々決勝では第5シードのエリナ・スビトリナを、準決勝では優勝経験のある第2シードのアリーナ・サバレンカを破った。大会中に誕生日を迎えて19歳で決勝に進出し、同じ10代のエマ・ラドゥカヌに敗れて準優勝となった。

#### 2022年
2022年3月にはモンテレイ・オープンのシングルスで優勝し、同大会で2連覇を果たした。

#### 2023年
2023年3月のマイアミ・オープンにはテイラー・タウンゼントと組んでダブルスに出場し、決勝ではコリ・ガウフとジェシカ・ペグラのペアに敗れたものの、WTA1000トーナメントでは初めて準優勝した。同年6月の2023年全仏オープンにはタウンゼントと組んでダブルスに出場し、決勝では謝淑薇と王欣瑜のペアに敗れたものの、グランドスラム大会では初めて準優勝した。同年10月には香港オープンのシングルスで優勝し、WTAツアーにおいて3勝目を挙げた。

#### 2024年
2024年7月の2024年パリオリンピックのシングルスには第16シードとして出場した。1回戦でカロリナ・ムホバに、2回戦でクリスティーナ・ブクサに勝利したが、3回戦ではこの大会限りでの引退を表明していたアンゲリク・ケルバーに敗れた。ダブルスにはガブリエラ・ダブロウスキーと組んで第5シードとして出場したが、2回戦でミラ・アンドレーワとディアナ・シュナイダーのペアに敗れた。

## 人物
女子選手がWTAツアーを転戦しながらオンライン学習で学位を取得できるようにWTAと提携しているインディアナ大学イースト校で経営学を学んでいる。英語・フランス語・スペイン語を流暢に話すことができる。
サッカークラブのレアル・マドリードとマンチェスター・シティFCのファンである。